# 탈주술화
탈주술화 ( Disenchantment, 독일어 : Entzauberung )는 사회과학에서, 쓰이는 용어로, 현대 사회에서 확연하게 일어나는 문화적 이성화와 종교의 가치상실을 뜻한다.  이 용어는 막스 베버에 의해 프리드리히 실러에서부터 처음으로 인용되었으며, 현대화된, 귀족들의 세속화된 서구 사회의 특징을 말한다.  베버에 의하면, 서구 사회에서는 과학적 이해가 믿음보다 더 가치가 있으며, 이런 과정들이 전통적 사회 즉, 세계가 하나의 거대한 주술적인 정원으로 여겼던 것과 반대인 이성적 목표를 향해 가고 있다. 

## 계몽주의의 양면성
베버의 탈주술화에 대한 평가는 긍정적인 것과 부정적인 것을 가진다.  위르겐 하버마스는 탈주술화를 맞이 하는 현대성에 대하여 긍정적인 면을 찾아내었는 데,  그것은 베버가 세속화된 사회를 죽은 종교적 신앙의 유령에 사로잡히 것에서부터 창조된 것으로 인식한 것에 대하여 칭찬한다.  
어떤 학자는 세상의 탈주술화를 실존주의에 대한 탐닉과 개인적인 책임감으로의 초청으로 인식을 한다.

## 같이 보기
- 뉴에이지
- 낭만주의
- 권위의 3가지 분류
- 도시화
- 마르크스주의 소외론
- 피터 L. 버거